# Rechtsanwaltskammer (Deutschland)
Die Rechtsanwaltskammer ist ein örtlicher Zusammenschluss von  Rechtsanwälten (obligatorisch) und Rechtsbeiständen (optional, § 209 BRAO).

## Beschreibung
Der Bezirk einer Kammer entspricht dem des jeweiligen Oberlandesgerichtsbezirks, § 60 Abs. 1 Bundesrechtsanwaltsordnung (BRAO). Die Zulassung zur Rechtsanwaltschaft führt kraft Gesetz zur Pflichtmitgliedschaft in einer regionalen Rechtsanwaltskammer.
Eine Rechtsanwaltskammer ist eine Körperschaft des öffentlichen Rechts. Sie nimmt als Teil der sog. „mittelbaren Staatsverwaltung“ die ihr durch Gesetz übertragenen staatlichen Aufgaben wahr. Unter anderem obliegt ihr z. B. die Zulassung zur Rechtsanwaltschaft, die Überwachung der Einhaltung des Berufsrechts durch die Berufsträger im Bezirk und die Vermittlung bei Streitigkeiten zwischen Rechtsanwälten und ihren Mandanten. Einzelheiten ihrer Aufgaben und Befugnisse ergeben sich aus der BRAO.
Die 28 Rechtsanwaltskammern werden durch einen ehrenamtlich tätigen Vorstand, den die Mitglieder einer Rechtsanwaltskammer aus ihrer Mitte wählen, geleitet. Die Wahlbeteiligung liegt regelmäßig im unteren einstelligen Prozentbereich. Die einzelnen Rechtsanwaltskammern sind in der Bundesrechtsanwaltskammer zusammengeschlossen.
Den Rechtsanwaltskammern angegliedert sind die sog. Anwaltsgerichte. Diese Gerichte entscheiden über berufsrechtlich relevante Verfehlungen von Rechtsanwälten. Neben einer Warnung und einem Verweise können auch Geldbußen bis zu 25.000 Euro sowie zeitlich befristete Berufsverbote für bestimmte Rechtsgebiete bis hin zu einem Ausschluss aus der Anwaltschaft ausgesprochen werden.

## Aufgaben der Rechtsanwaltskammer
- Die Zulassung zur Rechtsanwaltschaft und alle damit zusammenhängenden Fragen sowie der Widerruf und die Rücknahme der Zulassung;
- Die Überwachung der Einhaltung der anwaltlichen Berufspflichten durch die Kammermitglieder (Berufsaufsicht);
- Die Gestattung des Führens von Fachanwaltsbezeichnungen;
- Die Beratung der Kammermitglieder in allen Fragen des Berufsrechts;
- Die Vermittlung zwischen Kammermitgliedern sowie zwischen diesen und Mandanten;
- Die Erstattung von Gutachten in den gesetzlich vorgesehenen Fällen;
- Die Wahrnehmung der beruflichen Interessen der Kammermitglieder gegenüber Ministerien, Behörden und Gerichten;
- Die Stellungnahme zu Gesetzentwürfen des Bundes und des Landes;
- Das Vorschlagsrecht für Richter der Anwaltsgerichtsbarkeit sowie des Richterdienstgerichts und des Dienstgerichtshofs für Richter;
- Die Mitwirkung bei der Ausbildung der Studierenden und der Referendare einschließlich des Vorschlagsrechts für die anwaltlichen Mitglieder bei den juristischen Prüfungsausschüssen;
- Die Registrierung und Überwachung der Ausbildungsverhältnisse der Rechtsanwaltsfachangestellten sowie die Abnahme der Prüfungen.

sowie die Tätigkeit als
- Verwaltungsbehörde (Bußgeldbehörde) gemäß § 73b BRAO für Ordnungswidrigkeiten nach § 6 Dienstleistungs-Informationspflichten-Verordnung (DL-InfoV), die von Kammermitgliedern begangen werden;
- Bußgeldbehörde gemäß § 10 OwiZuVo B-W für Ordnungswidrigkeiten nach § 102 BBiG, die von Kammermitgliedern begangen werden;
- Aufsichtsbehörde gemäß § 50 Nr. 3 GeldwäscheG und Bußgeldbehörde gemäß § 73b BRAO für Ordnungswidrigkeiten nach § 56 GeldwäscheG, die von Kammermitgliedern begangen werden;
- Einheitlicher Ansprechpartner (EA) gemäß § 2 Abs. 1 EAG B-W.

## Geschichte

### Vorgeschichte
Bereits vor der Einrichtung der Rechtsanwaltskammern hatte es Zusammenschlüsse von Rechtsanwälten gegeben. So bestand in Frankfurt am Main seit 1603 ein collegium graduatorum, der 1841 durch ein Advokatenkollegium abgelöst wurde. Im 19. Jahrhundert entstanden auch erste Anwaltskammern auf gesetzlicher Basis. Im Herzogtum Braunschweig wurde aufgrund der dortigen Advocaten-Ordnung vom 19. März 1850 eine Advokatenkammer eingeführt. Die neun Mitglieder der Kammer wurden von der Generalversammlung aller Advokaten des Landes gewählt. Auch im Königreich Hannover wurden (mit dem Gesetz, die Einrichtung von Anwaltskammern betreffend vom 8. November 1850) an jedem Obergericht eine Anwaltskammer geschaffen. Diese diente erstmals aus als Disziplinarrath also als Anwaltsgericht. Weitere Vorformen waren die Anwaltsordnung für die Herzogtümer Coburg und Gotha vom 2. Juni 1862 und die Anwaltsordnung für das Großherzogtum Baden aus dem Jahr 1864.

### Die Einführung der Rechtsanwaltskammern
Am 1. Juli 1878 wurde im RGBl. Nr. 23 die Rechtsanwaltsordnung verkündet, die am 1. Oktober 1879 im Deutschen Reich in Kraft trat.
Dies geschah auf der Grundlage langer Vorarbeiten und politischer Diskussionen parallel mit mehreren Reichsjustizgesetzen, die einheitlich am 1. Oktober 1879 in Kraft traten. Neben der Rechtsanwaltsordnung und der Rechtsanwaltsgebührenordnung waren das Gerichtsverfassungsgesetz, die Zivilprozessordnung, die Strafprozessordnung und die Konkursordnung Teile dieser Justizreform.
Danach erfolgte die Bildung von Rechtsanwaltskammern ohne zentrale Dachorganisation im Deutschen Reich. Im Jahre 1908 vereinigten sich die Vorstände der reichsdeutschen Anwaltskammern.

### Zeit des Nationalsozialismus
Am 18. März 1933, einige Wochen nach der Machtergreifung Hitlers im Deutschen Reich, wurde die Reichs-Rechtsanwaltskammer durch Verordnung des Reichspräsidenten als Dachorganisation der reichsdeutschen Rechtsanwaltskammern errichtet. Ihr Präsident von 1933 bis 1945 war Justizrat Reinhard Neubert. Am 31. März / 1. April 1933 wurde durch Verfügung des kommissarischen Justizministers Kerrl auf die „Säuberung“ der Kammervorstände von jüdischen Mitgliedern hingewirkt. Dies betraf einen großen Teil der Anwaltschaft, da Juden im Beruf des Rechtsanwalts deutlich überproportional vertreten waren. So waren 1933 drei Viertel der Berliner Anwälte Juden, in Frankfurt am Main waren es 45 %.
Durch die am 13. Dezember 1935 (RGBl. I, 1470) beschlossene Reichs-Rechtsanwaltsordnung (RAO) wurde die Reichs-Rechtsanwaltskammer (RRAK) im Sinne der Zentralisierung und Gleichschaltung zur einzigen rechtsfähigen Vertretung aller bei Gerichten des Deutschen Reiches zugelassenen Rechtsanwälte. Die örtlichen Anwaltskammern verloren ihre Selbstständigkeit. Als „Kammern“ wurden nun die bisherigen Kammervorstände bezeichnet. Die Vorsitzenden waren nurmehr weisungsgebundene Organe der RRAK; sie wurden durch den Reichsjustizminister unter Mitwirkung des Reichsführers des BNSDJ (Nationalsozialistischer Rechtswahrerbund) berufen.
Diese im Jahre 1936 in Kraft getretene sogenannte Reichs-Rechtsanwaltsordnung 1936 beendete die Existenz der Rechtsanwaltskammern als rechtsfähige Gebilde. Sie existierten als unselbständige Organe der Reichs-Rechtsanwaltskammer fort. Die deutschen Rechtsanwälte wurden in der Reichs-Rechtsanwaltskammer zusammengefasst. Deren Präsident wurde vom Reichsjustizminister ernannt und ernannte seinerseits die örtlichen Kammerpräsidenten, denen gegenüber er Weisungsrecht besaß. Das „Führerprinzip“ wurde eingeführt.

### Nachkriegszeit
1945 lösten die Besatzungsbehörden der Alliierten die Rechtsanwaltskammern auf.

#### SBZ/DDR
In der SBZ wurden vereinzelt Kammern gebildet, die aber keine Wirkung erzielten. Sie wurden aufgelöst und in den 1950er Jahr durch Anwaltskollegien ersetzt, die jeweils pro Bezirk der DDR gebildet wurden. Diese waren formell Genossenschaften der Anwälte, faktisch hatte das Justizministerium starke Eingriffsrechte in die Arbeit der Kollegien. Nach der Wende wurde das bundesdeutsche System der Rechtsanwaltskammer auch in den neuen Ländern eingeführt.

#### Bundesrepublik Deutschland
Im Jahre 1949 wurde die Arbeitsgemeinschaft der Anwaltskammervorstände in der neuen Bundesrepublik Deutschland gegründet. 1959 erfolgte die Gründung der Bundesrechtsanwaltskammer. Die Bundesrechtsanwaltskammer wurde nach § 233 BRAO a. F. Rechtsnachfolger der Reichs-Rechtsanwaltskammer.
Präsident der Bundesrechtsanwaltskammer ist seit September 2018 Ulrich Wessels.